# Пайпер, Чарльз Ванкувер
Чарльз Ванку́вер Па́йпер (англ. Charles Vancouver Piper; 1867—1926) — американский ботаник.

## Биография
Чарльз Пайпер родился 16 июня 1867 года в городе Виктория в Британской Колумбии. Учился в Университете штата Вашингтон, в 1885 году получил степень бакалавра наук. В 1892 году Пайпер стал магистром наук, после чего перешёл в Гарвардский университет, где в 1900 году также стал магистром. До 1903 года Чарльз Пайпер был профессором ботаники и зоологии в Вашингтонском сельскохозяйственном колледже, затем стал работником Министерства сельского хозяйства (USDA) во главе гербария злаковых растений.
Будучи работником USDA, Пайпер неоднократно путешествовал, коллекционируя растения. В 1904 году он посетил Аляску, в 1911 — Филиппины, в 1923 — Панамский перешеек, в 1924 году путешествовал по Европе.
С 1905 года Пайпер работал в бюро растительной индустрии. Чарльз увлекался игрой в гольф, он ввёл в использование для создания полей для гольфа вегетативное размножение полевицы. Также Пайпер ввёл в культуру суданскую траву, натальскую траву, родезскую траву и слоновую траву, а также многие виды бобовых.
В 1921 году Канзасский сельскохозяйственный колледж присвоил Пайперу почётную степень доктора наук.
Чарльз Ванкувер Пайпер скончался 11 февраля 1926 года.
Основной гербарий Пайпера хранится в Смитсоновском институте в Вашингтоне (US). Частный гербарий был в 1926 году приобретён Университетом штата Вашингтон (WS).

## Некоторые научные публикации
- Piper, C.V.; Beattie, R.K. The flora of the Palouse region. — Pullman, Wash., 1901. — 208 p.
- Piper, C.V. Flora of the state of Washington. — Washington, 1906. — 637 p.
- Piper, C.V. North American species of Festuca. — Washington, 1906. — 48 p.
- Piper, C.V. Agricultural varieties of the cowpea. — Washington, 1912. — 112 p.
- Piper, C.V.; Beattie, R.K. Flora of Southeastern Washington. — Lancaster, Pa., 1914. — 296 p.
- Piper, C.V.; Beattie, R.K. Flora of the northwest coast. — Lancaster, Pa., 1915. — 418 p.
- Piper, C.V.; Morse, W.J. The Soy bean. — New York, London, 1923. — 329 p.

## Роды растений, названные в честь Ч. В. Пайпера
- Piperia Rydb., 1901